# Марчишин Світлана Михайлівна
Марчишин Світлана Михайлівна (нар. 5 червня 1951 р., м. Хоростків Гусятинського району Тернопільської області, Україна) — українська вчена в галузі фармації. Доктор фармацевтичних наук (2007 р.), професор (2011 р.), завідувачка кафедри фармакогнозії з медичною ботанікою Тернопільського національного медичного університету імені І. Я. Горбачевського. Заслужений діяч науки і техніки України (2021).

## Життєпис
Світлана Марчишин народилася 5 червня 1951 року у містечку Хоростків Копичинецького (нині Чортківського) району Тернопільської області.
Марчишин С. М. — доктор фармацевтичних наук (2007 рік), професор (2011), завідувач кафедри фармакогнозії з медичною ботанікою Тернопільського національного медичного університету (2009 рік і по даний час).
У 1968 році закінчила Хоростківську середню школу із золотою медаллю.
У 1973 році закінчила фармацевтичний факультет Львівського державного медичного інституту за спеціальністю «Фармація», отримавши диплом із відзнакою.
1973—1976 — провізор-рецептар аптеки № 122 у м. Тернополі.
1976—1987 — старший лаборант, асистент кафедри фармакології ТДМІ.
1987—2000 — старший викладач, доцент кафедри ботаніки, загальної біології ТДПІ імені В. Гнатюка.
У 2000 р. брала участь у створенні фармацевтичного факультету ТДМА, була першим деканом фармацевтичного факультету ТДМУ (2000—2003), завідувачем кафедри фармакогнозії з біологією, та медичною генетикою; доцентом кафедри медичної біології з фармакогнозією і медичною ботанікою; доцентом, професором кафедри фармакогнозії з медичною ботанікою.
З 2009 року — завідувач кафедри фармакогнозії з медичною ботанікою ТНМУ ім. І. Я. Горбачевського.
Марчишин С. М. — заступник редактора науково-практичного журналу «Фармацевтичний часопис», член редколегії журналу «Медична та клінічна хімія», «Клінічна фармація», член редакційної ради журналу «Современная фармация».
Є членом спеціалізованої вченої ради Д 64.605.03. при Національному фармацевтичному університеті.

## Наукова діяльність
У 1983 р. захистила дисертацію кандидата фармацевтичних наук на тему: «Способи виділення фенольних сполук арніки гірської і арніки листяної, їх фармакодинаміка і ефективність при ураженнях печінки» (Москва). Науковий керівник — д-р мед. наук, проф. М. П. Скакун.
У 1993 р. присвоєно вчене звання доцента.
У 2007 р. захистила докторську дисертацію на тему: «Фармакологічне обґрунтування створення нового лікарського препарату на основі екстракту пирію повзучого» (Харків). Науковий консультант - д-р фар мац. наук, проф. Л. В. Яковлєва.
У 2011 році присвоєне звання професора.
Наукові інтереси: вивчення лікарських рослин і створення на основі їх біологічно активних речовин нових лікарських засобів; фармакологічне обґрунтування створення нових лікарських засобів на основі субстанцій лікарських рослин.
Професор Марчишин С. М. підготувала 23 кандидатів фармацевтичних наук, понад 30 магістрів, понад 100 дипломних робіт. На даний час виконується 3 кандидатські дисертації та дві дисертації на здобуття наукового ступеня доктора фармацевтичних наук.
Понад 10 років співпрацює з Тернопільським обласним відділенням Малої Академії наук України, щороку готує призерів і переможців міських, обласних і всеукраїнських олімпіад МАН, стипендіатів президента.

### Державні нагороди України
1. Почесна грамота Міністерства охорони здоров'я України, № 325 –ш (2007 р.).
2. Грамота освіти і науки Тернопільської обласної державної адміністрації, 2016 рік, відповідно до наказу № 74-з від 23.06.2016 р.
3. Подяка Міністерства освіти і науки України (2017 р.).
4. Почесна грамота Міністерства освіти і науки України, Національної Академії наук України (Наказ НЦ «МАНУ» від 21.05.2018 р. № 18-аг).
5. Заслужений діяч науки і техніки України.

## Доробок
Автор і співавтор понад 500 наукових праць, серед них 7 монографій, 3 підручники (у тому числі 1 національний підручник — Фармакогнозія: базовий підруч. для студ. вищ. фармац. навч. закл. (фармац. ф-тів) IV рівня акредитації / В. С. Кисличенко, І. О. Журавель, С. М. Марчишин та ін. ; за ред. В. С. Кисличенко. — Харків: НФаУ: Золоті сторінки, 2015. — 736 с. ; 16 с. кол. вкл. — (Національний підручник)), 4 навчальних посібники, 7 інформаційних листів, 9 методичних рекомендацій, 37 патентів України на корисну модель, 1 авторське свідоцтво, 1 словник-довідник.